# Миандум
Миандум (фр. Miandoum) — небольшой город и супрефектура в Чаде, расположенный на территории региона Восточный Логон. Входит в состав департамента Нья.

## Географическое положение
Город находится в южной части Чада, к юго-востоку от реки Западный Логон, к северу от реки Нья, на высоте 508 метров над уровнем моря.
Населённый пункт расположен на расстоянии приблизительно 419 километров к юго-востоку от столицы страны Нджамены.

## Население
По данным официальной переписи 2009 года численность населения Миандума составляла 21 467 человек (10 478 мужчин и 10 989 женщин). Население супрефектуры по возрастному диапазону распределилось следующим образом: 51,8 % — жители младше 15 лет, 44,9 % — между 15 и 59 годами и 3,3 % — в возрасте 60 лет и старше.

## Транспорт
Ближайший аэропорт расположен в городе Дильдо.